# Herbert Jessel (1er baron Jessel)
Herbert Merton Jessel (27 octobre 1866 - 1er novembre 1950) est un soldat britannique et homme politique unioniste libéral, plus tard conservateur.

## Biographie
Jessel est le fils cadet de George Jessel, solliciteur général et maître des rôles, et d'Amelia Moses, fille de Joseph Moses. Charles Jessel, 1er baronnet, de Ladham House, est son frère aîné. Il fait ses études à Rugby et au New College d'Oxford.
Jessel est membre du conseil municipal de Westminster, représentant Grosvenor Ward. Il est le troisième maire de Westminster en 1902-1903.
Jessel est élu au Parlement en tant que unioniste libéral pour St Pancras South lors d'une élection partielle de 1896 (succédant à son beau-père décédé Julian Goldsmid). Il perd son siège parlementaire lors de la victoire libérale aux élections générales de 1906, mais regagne le siège en tant que conservateur aux élections générales de janvier 1910. La circonscription est abolie en 1918 et Jessel quitte la Chambre des communes. Il est le candidat conservateur à l'élection partielle de Westminster St George en 1921. Il est créé baronnet, de Westminster, en 1917, fait compagnon de l'ordre de Saint-Michel et Saint-Georges en 1918 et officier de l'ordre de Léopold et compagnon de l'ordre du bain en 1919. En 1924, il est élevé à la pairie en tant que baron Jessel, de Westminster dans le comté de Londres.
Lord Jessel épouse Maud Goldsmid, fille de Julian Goldsmid, 3e baronnet, en 1894. Ils ont plusieurs enfants. Lord Jessel est décédé en novembre 1950, à l'âge de 84 ans, et son fils unique, Edward Jessel (2e baron Jessel), lui succède. Lady Jessel est décédée en octobre 1965.